# TUI Airways
Live Happy.
TUI Airways est une compagnie charter anglaise proposant également des vols réguliers. Filiale du groupe TUI Travel, elle a transporté 10,7 millions de passagers en 2012.

## Historique

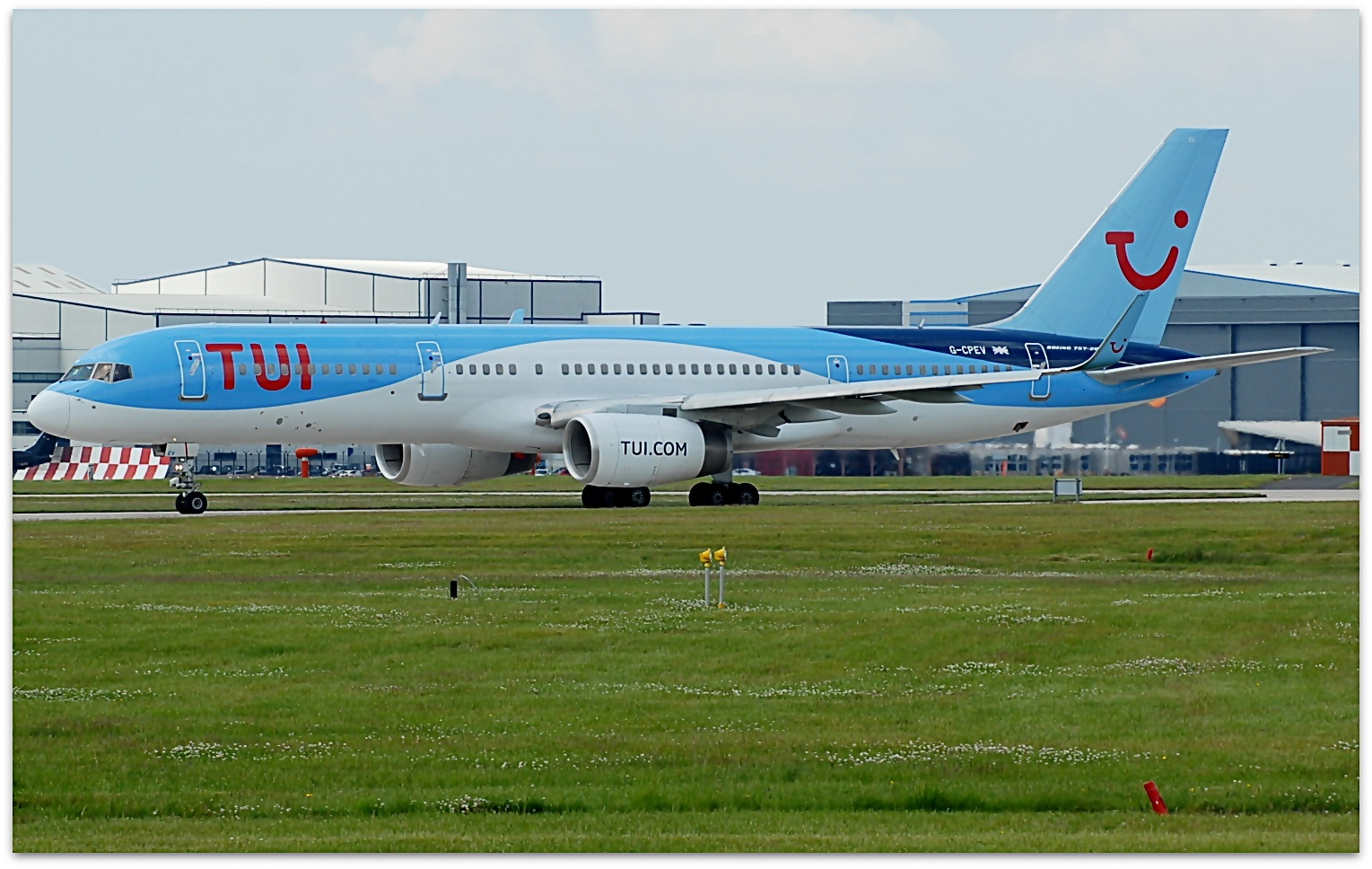
Boeing 757 G-CPEV de la compagnie TUI, photographié à l'aéroport de Manchester.

TUI Airways a ses origines dans plusieurs compagnies aériennes concurrentes. Euravia (plus tard rebaptisée Britannia Airways en décembre 1964.), une compagnie aérienne fondée en janvier 1962. Orion Airways, fondée en 1979 par Horizon Holidays et plus tard détenue par la grande brasserie Bass Brewery et InterContinental Hotels Group, a été vendue et fusionnée avec Britannia Airways en 1989 mais a conservé le nom Britannia. (Ces événements se sont produits avant l'arrivée de TUI au Royaume-Uni.) Britannia a été rebaptisée Thomsonfly en mai 2005 lorsque leur société mère Thomson Travel Group a été achetée par TUI Group dans le cadre d'une réorganisation plus large des opérations de TUI au Royaume-Uni. L'autre compagnie aérienne, Air 2000 qui a été fondée en 1987, et qui a intégré les opérations de Leisure International Airways en 1998. Ils sont devenus First Choice Airways en 2004 après avoir été rachetés par First Choice et sont devenus leur compagnie aérienne interne.
Thomsonfly et First Choice Airways ont fusionné à la suite de la fusion des divisions voyages de TUI Group et First Choice Holidays en septembre 2007. La marque Thomson Airways a été lancée pour la compagnie aérienne combinée le 1er novembre 2008.
La nouvelle marque a conservé la palette de couleurs Thomsonfly et les avions de la flotte ont été progressivement repeints. Plusieurs avions de First Choice Airways sont restés dans la livrée First Choice car ils devaient être progressivement mis hors service. Une nouvelle livrée, nommée "Dynamic Wave" (qui sera également appliquée sur les navires de Thomson Cruises), a été introduite en mai 2012.
TUI Airways est devenue la première compagnie aérienne britannique à prendre livraison du Boeing 787 Dreamliner, recevant le premier avion en mai 2013. Les services passagers avec l'avion ont commencé le 21 juin 2013 avec un vol entre Londres Gatwick et Minorque. Toujours en 2013, le groupe mère TUI Travel, désormais connu sous le nom de TUI Group, a commandé 70 Boeing 737 MAX pour livraison aux compagnies aériennes du groupe.

## Renommer
Le 13 mai 2015, le groupe TUI a annoncé que les cinq filiales aériennes de TUI seraient nommées TUI, tout en conservant leur certificat d'opérateur aérien distinct, un processus prenant plus de trois ans. TUI Airways a été la dernière compagnie aérienne à être achevée fin 2017. Le changement de nom a commencé à la mi-2016, avec l'ajout des nouveaux titres "TUI" à sa flotte.
En décembre 2016, Thomson Holidays a lancé sa dernière publicité télévisée en utilisant la marque « Thomson », avant de s'intégrer à la marque « TUI ». Lors du changement de marque en 2017, l'indicatif d'appel "TOMSON" a été abandonné et remplacé par "TUI AIR", puis changé à nouveau en "TOMJET".
En mai 2017, la marque TUI Airways a commencé à être utilisée dans plusieurs domaines et a été implémentée sur toutes les applications de suivi de vol. La plupart des avions avaient été marqués avec des titres «TUI», et des articles à bord tels que des lunettes et des serviettes portaient la nouvelle marque. Thomson Airways a officiellement changé son nom légal en TUI Airways le 2 octobre 2017. La société sœur de TUI, TUI UK (anciennement Thomson Holidays), a cessé d'utiliser la marque « Thomson », adoptant la marque TUI UK le 18 octobre 2017.

## Flotte
La flotte de TUI Airways est composée des appareils suivants en janvier 2025:
| Avion             | En service | Ordres | Passagères | Passagères | Passagères | Remarques                                                                                      |
| Avion             | En service | Ordres | P          | Y          | TOTALE     | Remarques                                                                                      |
| ----------------- | ---------- | ------ | ---------- | ---------- | ---------- | ---------------------------------------------------------------------------------------------- |
| Boeing 737-800    | 32         | —      | —          | 189        | 189        | 6 loués à Sunwing Airlines 1 peint en livrée Robinson Resorts. A remplacer par Boeing 737 MAX. |
| Boeing 737 MAX 8  | 18         | 31     | —          | 189        | 189        | Pour remplacer le Boeing 737-800.                                                              |
| Boeing 737 MAX 10 | —          | 14     | TBA        | TBA        | TBA        | Pour remplacer les anciens Boeing 737-800.                                                     |
| Boeing 787-8      | 8          | —      | 47         | 253        | 300        |                                                                                                |
| Boeing 787-8      | 8          | —      | —          | 325        | 325        |                                                                                                |
| Boeing 787-9      | 5          | 1      | 63         | 282        | 345        | Remplacement de l'ancien Boeing 767 300ER                                                      |

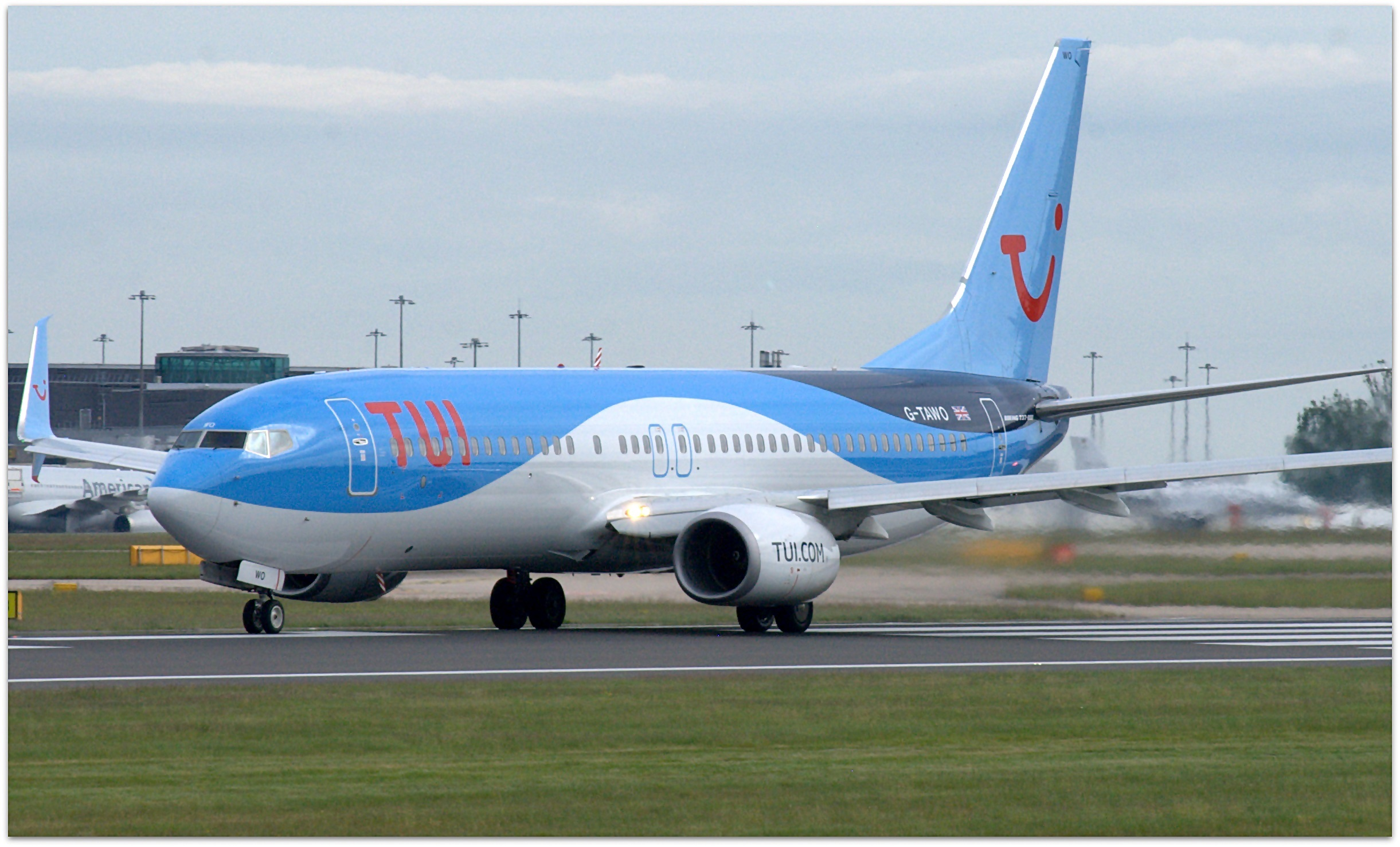
TUI Airways Boeing 737-800
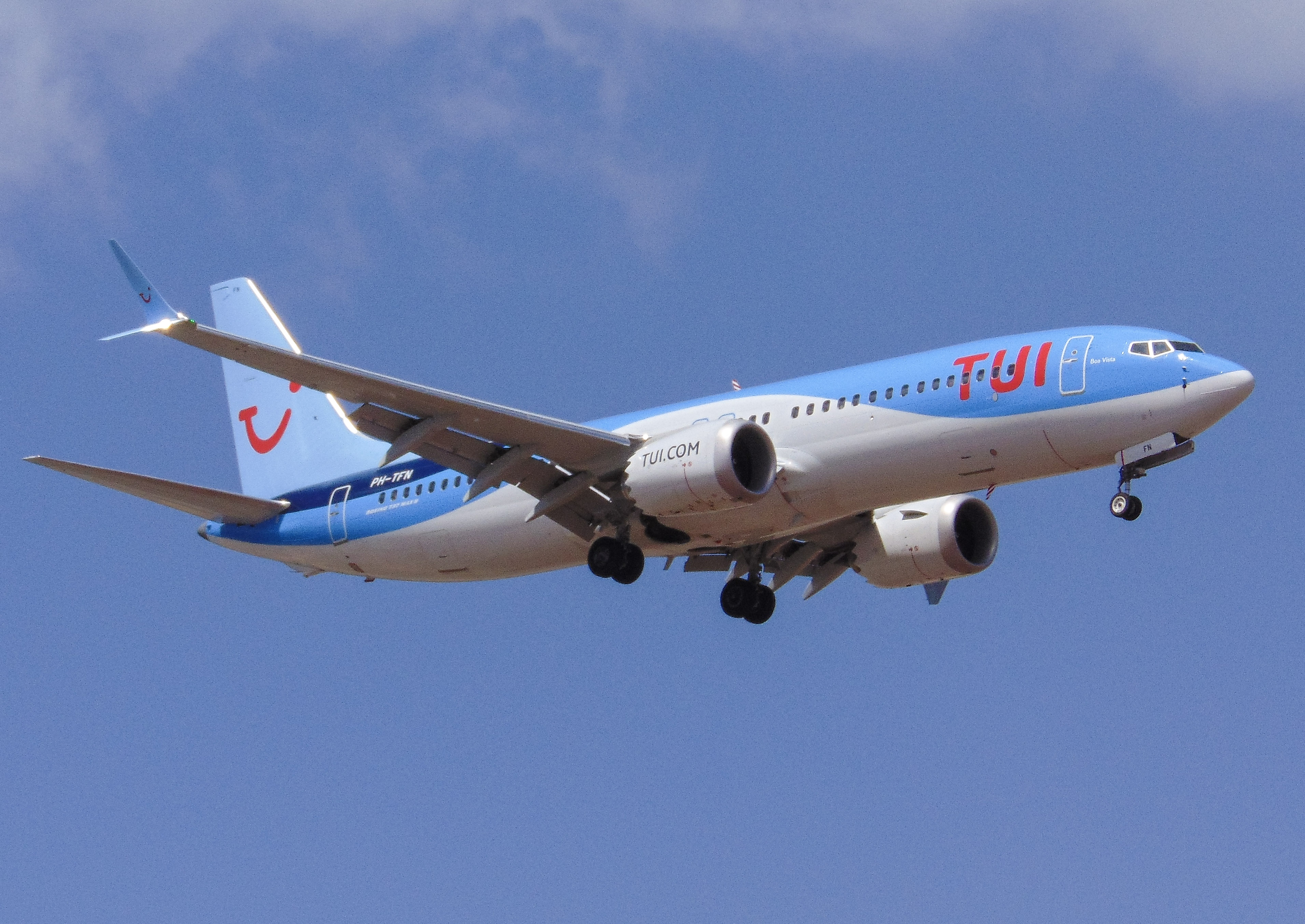
TUI 737 MAX 8
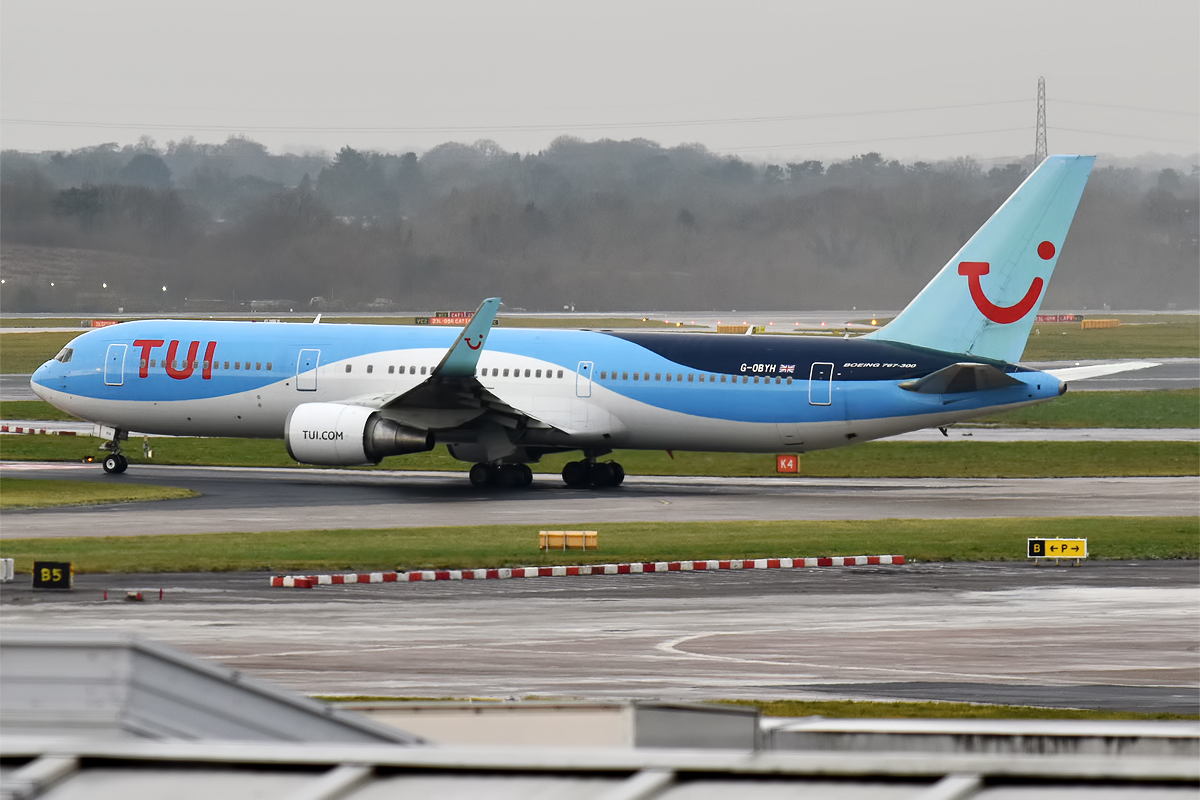
TUI Boeing 767-304ER
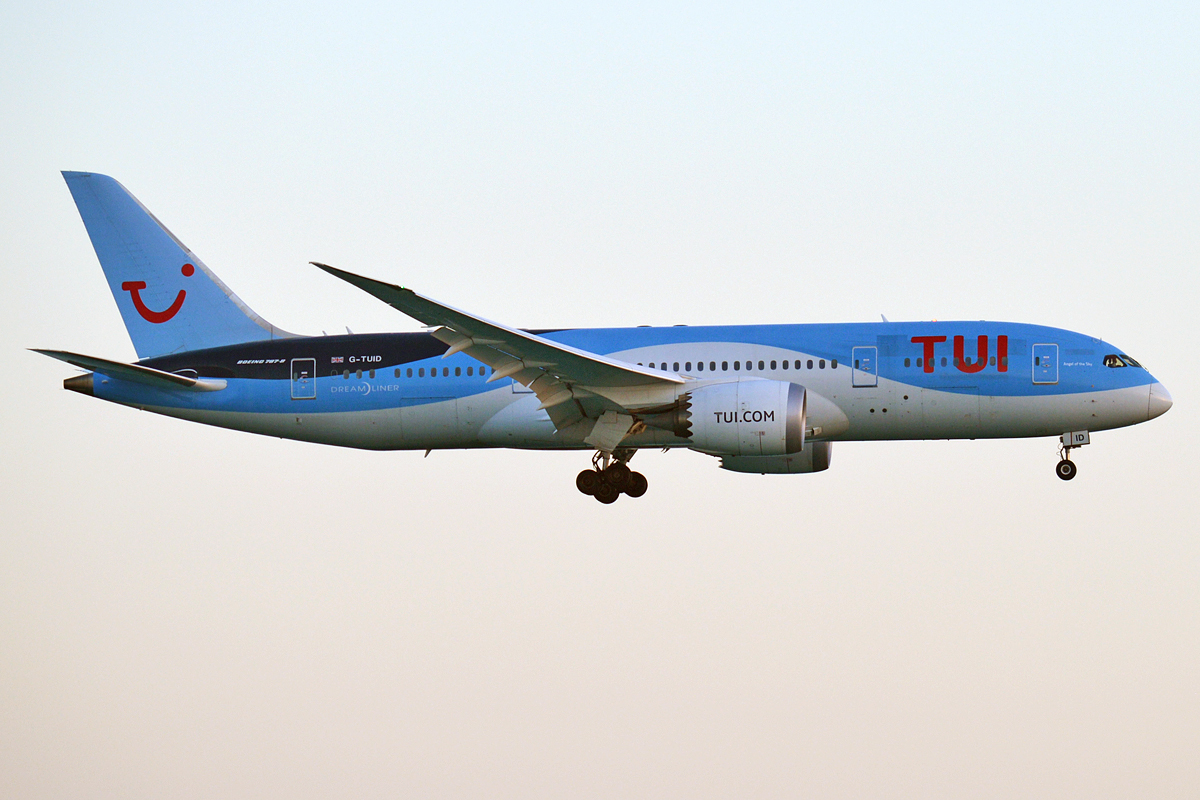
TUI Boeing 787-8 Dreamliner
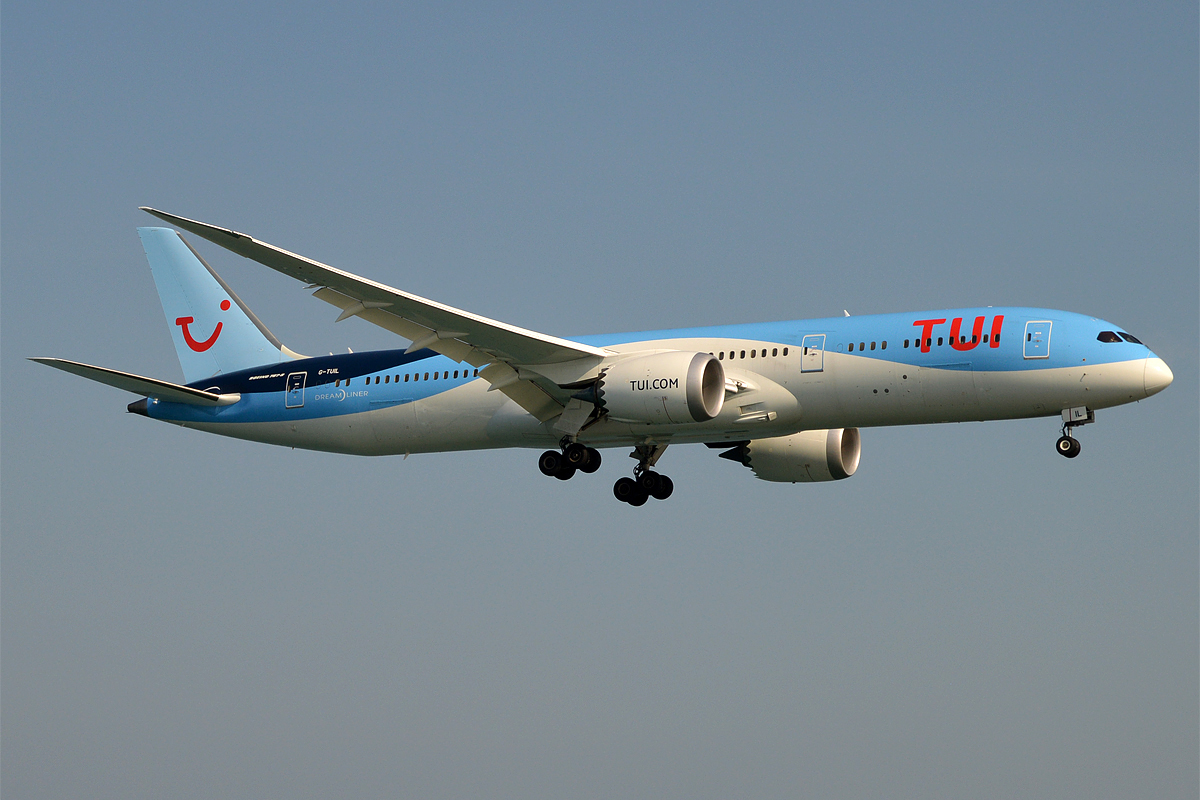
TUI 787-9 Dreamliner